# Otto Hantschick
Otto Hantschick (11 febbraio 1884 – 22 novembre 1960) è stato un calciatore tedesco, di ruolo difensore.